# Лела Врањанка

Лела Врањанка је песма коју је певао Станиша Стошић, певач српске народне музике познат по интерпретацијама песама врањанског мелоса.
Песма је настала 1972. године
и представља својеврсну химну Врања и Врањанаца.

## Текст
Песма Лела Врањанка је ауторско дело, чији је текст написао Драган Токовић. Сам назив песме потиче од уобичајеног надимка за женско име Јелена у врањском крају.
Највероватније је инспирација за песму Токовићу била Јелена Ђорђевић, звана Лела Нумерка (1935—2016). Драган и Лела су се видели само једном у кафани „Кичер” у Врањској Бањи, 1973. године, на опроштајном слављу Зорана Миладиновића, тадашњег тренера Динама Врање. Замољен да отпева нешто, Драган је одбио, рекавши да им остаје дужан песму. Из тог обећања је настала Лела Врањанка.

## Мелодија
Мелодија песме је настала 1972. на основу старе грчке мелодије за песму Мисирлу (грч. Μισιρλού — Египћанка муслиманка).
Постоји снимак грчког оригинала из 1927. године.
Обраду оригиналне грчке мелодије први је у инструменталној рок верзији обрадио реномирани сурф-рок гитариста Дик Дејл године 1962.
Било је више обрада оригиналне грчке мелодије, а популарна је била и обрада америчког бенда Бич бојси објављена на албуму Surfin' USA 1963. године.
Дејлов инструментал је искоришћен у филму Петпарачке приче, Квентина Тарантина као и у песми Пумп ит, америчке групе Блек ајд пиз.